# توماسو سيلفيستري
توماسو سيلفيستري (بالإيطالية: Tommaso Silvestri)‏ (26 أكتوبر 1990 في إيطاليا - ) هو لاعب كرة قدم إيطالي في مركز الدفاع. لعب مع نادي سبال ونادي كاسالي ويوفنتوس ونادي فياريجو.